# Chrysosoma perplexum
Chrysosoma perplexum är en tvåvingeart som beskrevs av Octave Parent 1933. Chrysosoma perplexum ingår i släktet Chrysosoma och familjen styltflugor.
Artens utbredningsområde är Guyana. Inga underarter finns listade i Catalogue of Life.